# Every Teardrop Is a Waterfall
«Every Teardrop Is a Waterfall» (в переводе с англ. — «Каждая слезинка — водопад») — первый сингл британской группы Coldplay из их пятого студийного альбома Mylo Xyloto. Вышел 3 июня 2011 года на лейбле Parlophone во всём мире, британский релиз состоялся два дня спустя. 27 июня вышли Every Teardrop Is a Waterfall EP — версия в формате цифрового мини-альбома и версии на 7" виниле и компакт-диске.

## О песне
Когда песня появилась на официальном канале группы на YouTube, она вызвала появление негативных комментариев, в которых группа была обвинена в том, что «Every Teardrop Is a Waterfall» была «списана» с песни «Ritmo de la Noche» популярной в 1990-е аргентинской дэнс-группы The Sacados или с песни «I Go to Rio» Питера Аллена, написанной в 1976 году. Разъяснение дали сами Coldplay, разместив на своём официальном сайте в разделе стихов информацию о заимствовании элементов песни Питера Аллена. Это был не первый случай, когда Coldplay заимствовали семплы других исполнителей. Так, в 2005 году мотив песни «Computer Love» группы Kraftwerk был использован при написании песни «Talk».
Премьера песни состоялась на радиостанциях BBC Radio 1, BBC Radio 2, BBC 6 Music, Absolute Radio и Xfm. Группа впервые исполнила «Every Teardrop Is a Waterfall» вживую на фестивале Rock am Ring and Rock im Park 4 июня в Нюрнберге, Германия. Также песня исполнялась на вечере памяти Стива Джобса в штаб-квартире Apple 19 октября 2011 года в Купертино, Калифорния, и на открытии церемонии MTV European Music Awards в Белфасте, Северная Ирландия 6 ноября 2011 года.
Песня дебютировала на 29-й позиции в американском чарте Billboard Hot 100 и, разошедшись тиражом 85,000 копий за первую неделю поднялась до своей высшей позиции 14. В британском UK Singles Chart песне удалось достигнуть шестой позиции. С момента выхода песни было продано 2,076,000 её копий по всему миру.
«Every Teardrop Is a Waterfall» была номинирована на «Грэмми» в двух номинациях: «Лучшее рок-исполнение» и «Лучшая рок-песня».

## Музыкальный видеоклип

Кадр из видеоклипа «Every Teardrop Is a Waterfall».

Видеоклип на «Every Teardrop Is a Waterfall» снял режиссёр Мэт Уайткросс, работающий с группой с 1999 года и снявший многие её видеоклипы, в том числе «Lovers in Japan» и «Christmas Lights». Съёмки происходили 14 и 15 июня 2011 года в Millennium Mills в восточном Лондоне и аэропорте Лондон-Сити. Премьера клипа состоялась 28 июня.
Начинается клип видом Лос-Анджелесского даунтауна. Далее на всём протяжении в клипе использована технология стоп-моушен. Участники группы играют на фоне фасадов зданий и в коридорах, которые постепенно самопроизвольно раскрашиваются яркими граффити и расписываются разноцветными строками текста.

## Списки композиций
Слова и музыка всех песен — написаны Гаем Беррименом, Джонни Баклэндом, Уиллом Чемпионом и Крисом Мартином.
| №  | Название                        | Длительность |
| -- | ------------------------------- | ------------ |
| 1. | «Every Teardrop Is a Waterfall» | 4:03         |

| №  | Название                        | Длительность |
| -- | ------------------------------- | ------------ |
| 1. | «Every Teardrop Is a Waterfall» | 4:03         |
| 2. | «Major Minus»                   | 3:30         |

| №  | Название                        | Длительность |
| -- | ------------------------------- | ------------ |
| 1. | «Every Teardrop Is a Waterfall» | 4:03         |
| 2. | «Major Minus»                   | 3:30         |
| 3. | «Moving to Mars»                | 4:19         |

| Чарт (2011)                          | Позиция |
| ------------------------------------ | ------- |
| Австралия (ARIA)                     | 14      |
| Австрия (Ö3 Austria Top 40)          | 21      |
| Бельгия/Фландрия (Ultratop 50)       | 4       |
| Бельгия/Валлония (Ultratop 50)       | 3       |
| Канада (Billboard Canadian Hot 100)  | 9       |
| Canadian rock/alternative chart      | 5       |
| Чехия (Rádio — Top 100)              | 69      |
| Дания (Tracklisten)                  | 8       |
| Финляндия (Suomen virallinen lista)  | 16      |
| Франция (SNEP)                       | 20      |
| Германия (GfK)                       | 24      |
| Ирландия (IRMA)                      | 9       |
| Media Forest                         | 9       |
| Италия (FIMI)                        | 3       |
| Япония (Billboard Japan Hot 100)     | 6       |
| Luxembourg Digital Songs (Billboard) | 5       |
| Нидерланды (Dutch Top 40)            | 4       |
| Новая Зеландия (Recorded Music NZ)   | 13      |
| Норвегия (VG-lista)                  | 8       |
| Polish Singles Chart                 | 8       |
| Шотландия (OCC Scotland)             | 5       |
| Словакия (Rádio — Top 100)           | 18      |
| GAON (International Chart)           | 1       |
| Испания (PROMUSICAE)                 | 4       |
| Airplay Chart                        | 6       |
| Швеция (Sverigetopplistan)           | 47      |
| Швейцария (Schweizer Hitparade)      | 6       |
| Великобритания (OCC UK Singles)      | 6       |
| США (Billboard Hot 100)              | 14      |
| США (Billboard Alternative Airplay)  | 4       |
| США (Billboard Pop Airplay)          | 25      |
| Rock Songs (Billboard)               | 5       |
| США (Billboard Adult Pop Airplay)    | 8       |
| США (Billboard Adult Contemporary)   | 23      |
| Venezuela Pop Rock General           | 1       |

| Чарт (2011)                   | Позиция |
| ----------------------------- | ------- |
| Ultratop Flanders             | 30      |
| Ultratop Wallonia             | 49      |
| SNEP                          | 47      |
| Japan Hot 100 (Billboard)     | 22      |
| Mega Single Top 100           | 37      |
| PROMUSICAE                    | 40      |
| Schweizer Hitparade           | 71      |
| Adult Pop Songs (Billboard)   | 28      |
| Rock Songs (Billboard)        | 23      |
| Alternative Songs (Billboard) | 27      |
| Triple A (Billboard)          | 12      |

| Страна               | Сертификация | Продажи   |
| -------------------- | ------------ | --------- |
| Австралия (ARIA)     | Платиновый   | 70,000 +  |
| Бельгия (BEA)        | Золотой      | 15,000 +  |
| Италия (FIMI)        | Платиновый   | 30,000 +  |
| Великобритания (BPI) | Серебряный   | 200,000 + |

## Хронология выхода
| Регион              | Дата         | Формат                          |
| ------------------- | ------------ | ------------------------------- |
| Международный релиз | 3 июня 2011  | Цифровой сингл                  |
| Великобритания      | 5 июня 2011  | Цифровой сингл                  |
| США                 | 21 июня 2011 | радиоэфир                       |
| Международный релиз | 27 июня 2011 | CD-сингл, 7" винил, цифровой EP |